# Dmitri Byakov
Dmitri Nikolaïevitch Biakov (en russe : Дмитрий Николаевич Бяков) est un footballeur kazakh né le 9 avril 1978.